# Eligmodonta lapponica
Eligmodonta lapponica är en fjärilsart som beskrevs av Franz Dannehl 1929. Eligmodonta lapponica ingår i släktet Eligmodonta och familjen tandspinnare. Inga underarter finns listade i Catalogue of Life.